# Organized Crime and Corruption Reporting Project
Het Organized Crime and Corruption Reporting Project (OCCRP), opgericht in 2006 door Drew Sullivan en Paul Radu, is een niet-gouvernementele organisatie van onderzoekscentra, media en journalisten die actief zijn in Europa, Afrika, Azië, het Midden-Oosten en Latijns-Amerika. 
Het OCCRP is de enige journalistieke organisatie die zich voltijds bezighoudt met en gespecialiseerd is in georganiseerde misdaad en corruptie. Het publiceert haar onderzoeken via lokale media in het Engels en Russisch via een eigen website.

## Oprichting
De oprichting van het OCCRP volgde op een samenwerkingsproject, georganiseerd door de oprichters Drew Sullivan en Paul Radu in 2005, waarvoor zij de Global Shining Light Award van het Global Investigative Reporting Network (GIJN) ontvingen. Radu had eerder in Sarajevo het Center for Investigative Reporting (CIN) opgericht. De oprichting werd financieel gesteund door het United Nations Democracy Fund (UNDEF).

## Organisatie
In 2015 was het OCCRP uitgegroeid van 5 journalisten in 5 landen, tot meer dan 150 journalisten in 30 landen. De organisatie stond model voor soortgelijke centra in een reeks andere landen rond de wereld. Het OCCRP werkt samen met andere organisaties van onderzoeksjournalisten en is lid van het Global Investigative Journalism Network. Het OCCRP is naar eigen zeggen een van 's werelds grootste en meest effectieve organisaties op het gebied van onderzoeksrapportage.